# Acineta barkeri
Acineta barkeri, es una orquídea de hábito epífita originaria de México y Guatemala, actualmente en peligro de extinción.

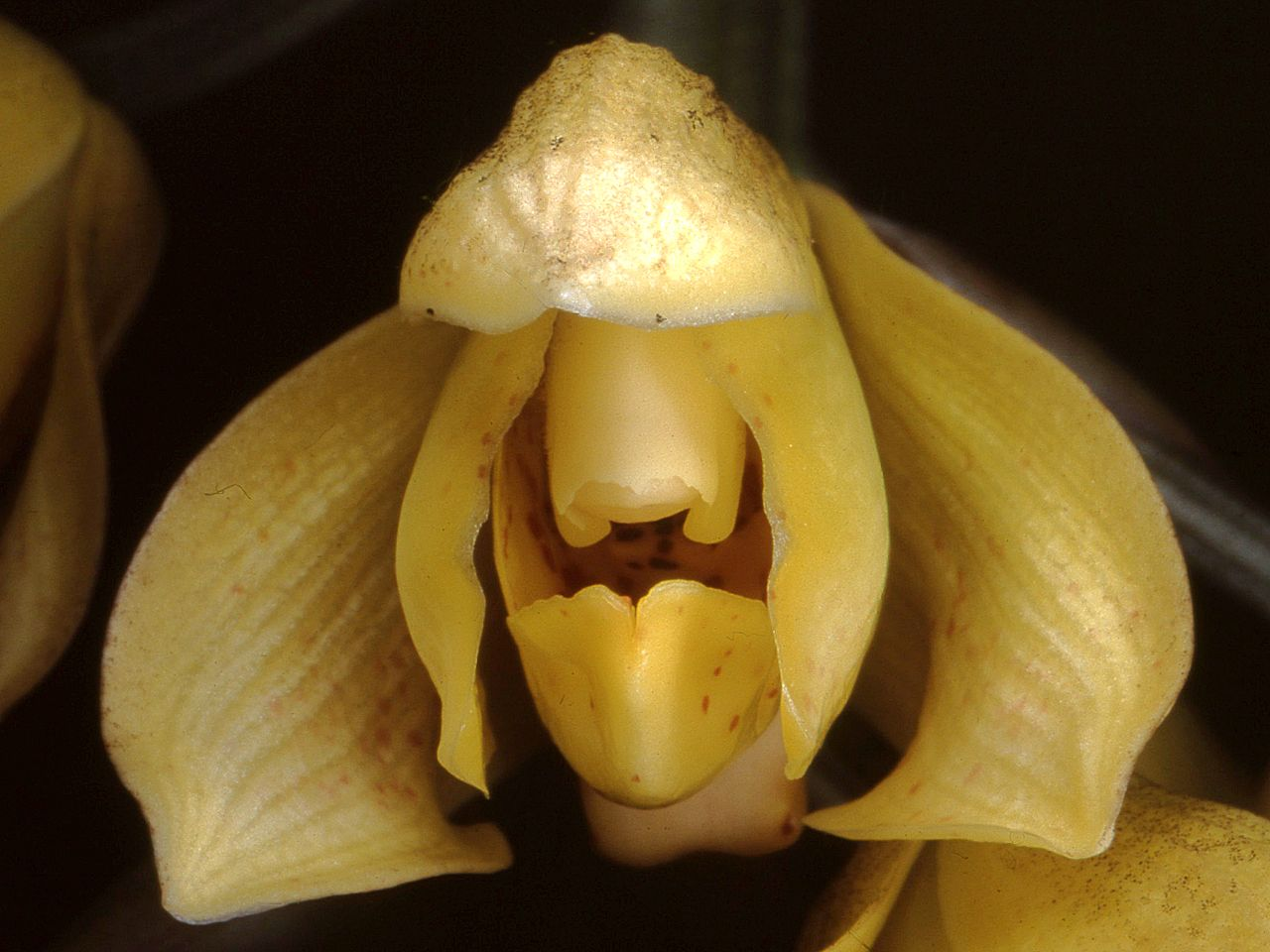
Detalle de la flor

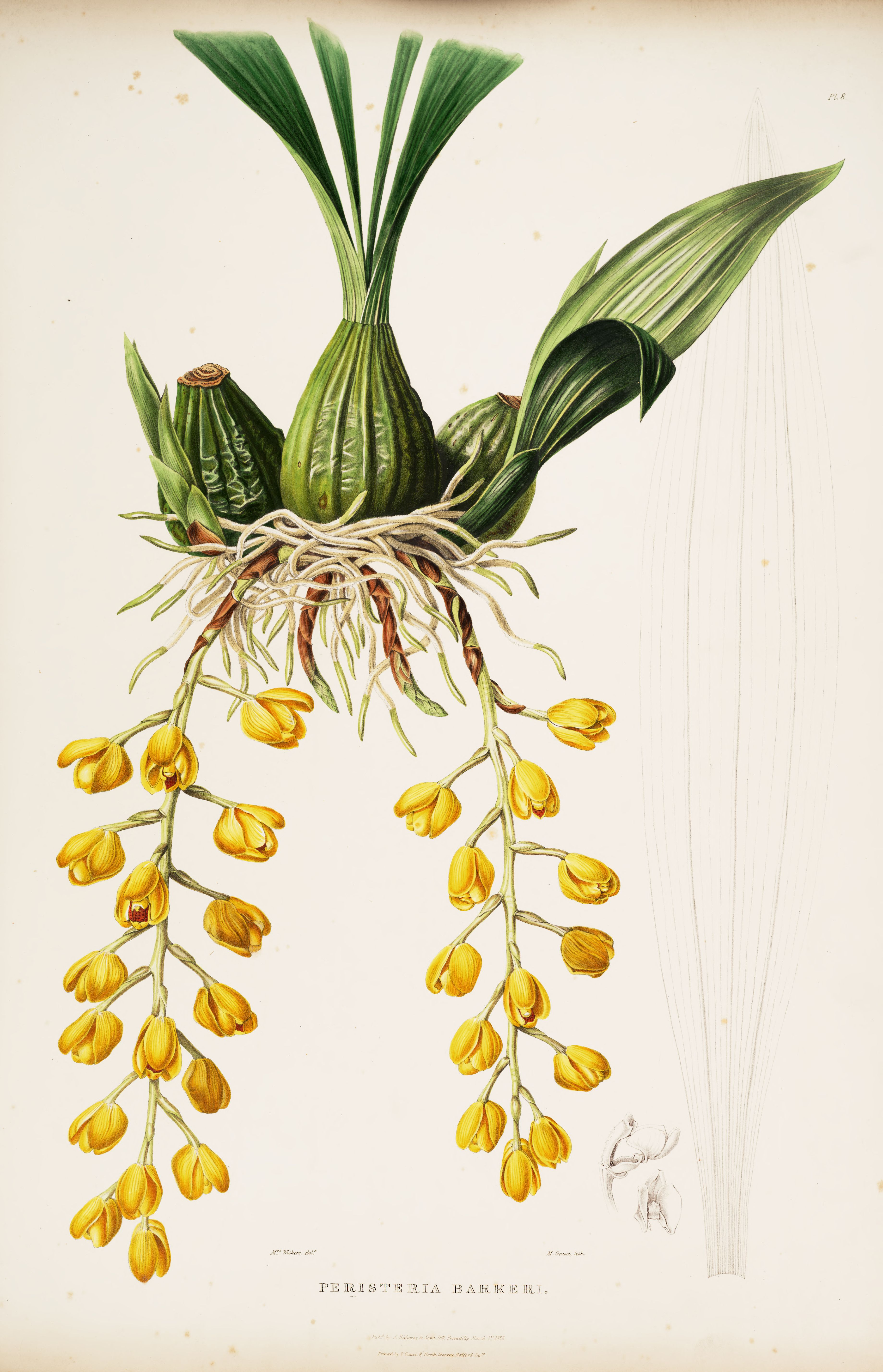
Ilustración

## Descripción
Es una planta de tamaño mediano, con hábito epífita y pseudobulbos ovoides, ligeramente comprimidos,  longitudinalmente sulcados y parcialmente envueltos por vainas fibrosas que llevan de 3 a 4 hojas, apicales, erguidas, plegadas, coriáceas, elípticas, acuminadas, atenuadas y canalizadas abajo en la base. Florece en el verano en una inflorescencia basal, colgante, cilíndrica, racemosa, ligeramente flexuosa, de 30 a 40 cm de largo, con 15 a 20 flores, surgida de un pseudobulbo maduro como aparece de nuevo crecimiento,  y con varias brácteas café marrón, tubulares, escariosas,  y elíptico-ovadas,  que realizan simultáneamente la apertura de las fragantes flores.

## Distribución y hábitat
Se encuentra en el estado de Veracruz de México en los bosques mesófilos de montaña en las elevaciones alrededor de 1000-2000 metros.

## Taxonomía
Acineta barkeri fue descrita por (Bateman) Lindl. y publicado en Edwards's Botanical Register 29: Misc. 68. 1843.
Etimología
Acineta: nombre genérico que procede del griego "akinetos" = 'inmóvil' en referencia a su rígido labelo (labio). 
barkeri: epíteto otorgado en honor del botánico Philip Barker Webb.
Sinonimia
- Acineta barkeri var. aurantiaca Lem.
- Peristeria barkeri Bateman[3][4]